# 정명진 (로봇공학자)
정명진(1950년 ~ )은 대한민국의 로봇공학자이다.

## 학력
- 1950년 전라북도 전주시 출생
- 1969년 광주고등학교 졸업
- 1969 ~ 1973 서울대학교 공과대 전기공학과 졸업
- 1973 ~ 1974 서울대학교 대학원 전기공학
- 1976 ~ 1977 미국 미시간 대학교 대학원 전기공학석사
- 1978 ~ 1983 미국 미시간 대학교 대학원 제어공학 박사

## 경력
- 1976 ~ 국방과학연구소(ADD) 연구원
- 1980 ~ 1983 미국 미시간대 CRIM 조교
- 1983 ~ 1993 한국과학기술원 공학부 전기 및 전자공학과 조교수, 부교수
- 1985 ~ 일본 동경공업대 객원연구원
- 1993 ~ 한국과학기술원 공학부 전기 및 전자공학과 교수
- 1994 ~ 일본 기계기술연구소 객원연구원
- 1995 ~ 1996 미국 퍼듀대 방문교수
- 2002 ~ 2015 한국과학기술원 공학부 전자전산학과장 겸 전기 및 전자공학과 책임교수

## 활동
- 2002 ~ 2004 한국과학기술원 BK21 정보기술사업단 단장
- 2003 ~ 2007 한국로봇공학회 부회장, 수석부회장, 회장
- 2006 제어로봇시스템공학회 부회장

## 같이 보기
- 지능형 로봇
- 로봇산업
- 로봇인
- 로봇공학자